# Chris Kirkpatrick
Christopher Alan Kirkpatrick (Clarion, 17 ottobre 1971) è un cantante, ballerino, attore e doppiatore statunitense, noto per essere stato membro della boyband NSYNC a fine anni novanta.

## Biografia
Nato a Clarion in Pennsylvania il 17 ottobre 1971, ha studiato e s'è diplomato presso il Dalton High School a Dalton, Ohio. Si è trasferito poi a Orlando in Florida, per studiare al Rollins College, mentre si esibiva presso gli Universal Studios come membro del gruppo Doo Wop group, The Hollywood Hi-Tones, e lavorando in una Steakhouse locale.

### Carriera con gli 'N Sync
Lou Pearlman contatta Kirkpatrick con un'idea di creare un nuovo gruppo, dando quindi vita alla boyband che si chiamerà 'N Sync assieme ad altri 4 ragazzi: Lance Bass, JC Chasez, Joey Fatone e Justin Timberlake.

### Dopo gli 'N Sync
Nell'aprile del 2008 partecipa alla seconda stagione della serie televisiva Gone Country 2. Ha fornito le voci, come doppiatore, a numerosi spettacoli per bambini, tra cui la voce di Chip Skylark in Due fantagenitori (The Fairly OddParents). Ha inoltre doppiato se stesso ne I Simpson, insieme ai suoi compagni di band NSYNC, nell'episodio della dodicesima stagione Party Posse: musica e follia (New Kids on the Blecch).

## Vita privata
Il 2 novembre 2013 sposa la fidanzata di lunga data, Karly Skladany, al Loews resort hotel di Orlando, in Florida.

## Filmografia

### Cinema
- Longshot (2001)
- Dead 7 (2016)

### Televisione
- Gone Country 2 (2008)
- George Clinton's Gongafunkadine (2013)
- Sharknado 3 - film televisivo, (2015)
- Angie Tribeca 2016) - Chad

### Doppiatore
- I Simpson - episodio 12x14 (2001)
- Due fantagenitori (The Fairly OddParents) (2002-2005)
- Stripperella - episodio 9 (2004)